# Сычёва, Алёна Сергеевна
Алёна Сергеевна Сычёва (15 декабря 1983, Москва, СССР) — киновед, продюсер анимационного кино, программный директор российских и международных кинофестивалей, общественный деятель, киножурналист. Основатель и генеральный директор «Параноид Анимейшн Студио» (Paranoid Animation Studio LLC).

## Биография
В 2006 окончила киноведческое отделение сценарно-киноведческого факультета Всероссийского государственного института кинематографии им. С. А. Герасимова (ВГИК), мастерскую Е. С. Громова.
В 2001—2002 работала в оргкомитете Международного студенческого кинофестиваля ВГИК, с 2003 по 2008 — Московского международного кинофестиваля (ММКФ), с 2003 по 2006 — фестиваля российского кино «Окно в Европу».
С 2009 по 2013 работала заведующей отделом по общественным связям ГБУК «Библиотека киноискусства им. С. М. Эйзенштейна».
С 2009 — руководитель и ведущая авторского киноклуба «Неформат», который начал свою работу в Библиотеке киноискусства им. С. М. Эйзенштейна, в 2013 переехал в Белый зал Московского Дома кино, в 2019 году после двухгодичного перерыва возобновил свою работу в рамках проекта «Открытые сцены» МХАТ им. М.Горького, с 2020 по 2024 год проводился в Культурном центре «Меридиан».
Преподает с 2011 года. В 2015—2018 — автор и руководитель образовательного проекта Kinofication School, в рамках которого проводились учебные курсы «Основы киножурналистики», «Актуальная история мирового кинематографа», «Теория и практика осмысленного кинопросмотра», «Драматургия игрового и документального кино» и др. Читала курсы по истории кино на факультете  государственного управления Российской академии народного хозяйства и государственной службы при Президенте РФ, Московской школе кино (Scream School & Moscow film school), Школе актерского мастерства и режиссуры при Польском театре в Москве, Музее частных коллекций «Автовилль» и др. С 2021 года преподает на факультете анимации Университета "Синергия", с 2024 - во ВГИКе.
Регулярно публикуется в профильных изданиях, выступает на телевидении, организует и проводит киноклубные, фестивальные показы и дискуссии, ведет преподавательскую деятельность. Автор более 400 статей в СМИ, научно-популярных изданиях, энциклопедиях. Специализируется на современной отечественной мультипликации, детском и семейном кино.
Редактор-составитель справочника «Анимационные школы России» (2019).
Член рабочей группы Ассоциации анимационного кино по разработке стратегии развития анимационной отрасли (2013).
Член рабочей группы по формированию стратегии развития детско-юношеского кино в России при Комиссии Общественной палаты Российской Федерации по вопросам развития культуры и сохранению духовного наследия.
Член Союза кинематографистов России, член правления гильдии киноведов и кинокритиков СК РФ. Член Союза журналистов РФ, Международной федерации кинопрессы (FIPRESCI), Европейской ассоциации детского кино ECFA.
Член Общественного совета при Министерстве культуры РФ. 19 мая 2022 года отмечена благодарственным письмом Общественной Палаты РФ за организацию эффективной работы общественного совета и достижения высоких показателей деятельности представителей общественных советов при федеральных органах исполнительной власти.
Член экспертного совета Министерства культуры РФ по отбору проектов, представленных организациями кинематографии, претендующими на государственную поддержку в виде субсидии на производство анимационных национальных фильмов (2021, 2022, 2023, 2024).
В 2020 году как независимый продюсер основала «Параноид Анимейшн Студио» (Paranoid Animation Studio LLC), на которой ведется разработка оригинальных анимационных сериалов для детей. Продюсер анимационных проектов: сериал «Дорога миров» (серии "Ключ ко всем мирам" и "В тихом омуте" произведены в 2022 году), сериал "Вокруг Вити" (пилот - 2023), авторские короткометражные мультфильмы "Бездна" (2024), "Экспат" (2025), "Тьма" (2025).
В декабре 2019 как продюсер с проектом «Дорога миров» победила в конкурсе «Питч Лаб», организованном Национальной Медиа Группой и «СТС Медиа». Анимационные проекты «Параноид Анимейшн Студио» удостоены призов отечественных и зарубежных кинофестивалей.
С января по июль 2024 года возглавляла анимационную студию «100 киловатт» в качестве руководителя студии.

## Работа на кинофестивалях
В 2013 — питч-доктор и член жюри питчинга Международного фестиваля-практикума киношкол «Кинопроба»
С 2013 по 2017 — программный директор Международного молодёжного фестиваля короткометражного кино и анимации «Новый горизонт» (Воронеж).
С 2015 по 2019 — программный директор Международного фестиваля детского и семейного кино «Ноль плюс» (Тюмень).
С 2015 по 2017 — программный директор Международного фестиваля «8 женщин» (Москва).
С 2013 — ведущая пресс-конференций фестиваля российского кино «Окно в Европу» (Выборг).
С 2013 по 2019 — программный директор фестиваля "Дни кино в рамках «Дней русской культуры в Латвии» (Латвия, Рига, Резекне).
С 2017 — куратор анимационных питчингов, с 2018 — PR-директор Открытого российского фестиваля анимационного кино (Суздаль).
В 2018 — тренер питчинга документальных кинопроектов фестиваля «Делай фильм».
С 2018 по 2020 — программный директор Всероссийского кинофестиваля, посвященного укреплению межнационального единства народов Российской Федерации «Человек, познающий мир» (Крым, Керчь).
В 2019 — программный директор Международного кинофестиваля «Герой и время» (Железноводск).
С 2021 —куратор анимационных проектов образовательного интенсива Министерства культуры «Искусство питчинга», ведущая анимационных питчингов Минкульта.
С 2022 — член отборочной комиссии, куратор анимационной программы Московского международного кинофестиваля (совместно с Татьяной Цываревой)
С 2022 — программный директор Международного фестиваля анимационного кино «Анимур» (Хабаровск).
С 2023 - программный директор Воронежского международного анимационного фестиваля «МультПрактика» (Воронеж).
С 2024 - куратор анимационной программы фестиваля российского кино "Окно в Европу" (Выборг).

## Участие в работе жюри кинофестивалей
- член жюри конкурса «Неформат» фестиваля «Киношок» (2011);
- председатель жюри Межрегионального кинофестиваля «Real Heroes Film Festival» (Москва, Магнитогорск, 2012, 2013);
- член жюри питчинга и тренер питчинга Международного фестиваля-практикума киношкол «Кинопроба» (2013);
- член жюри конкурса на лучшую рецензию к фестивальному фильму от простого зрителя «Слово Зрителю» 12-го Международного кинофестиваля стран АТР «Меридианы Тихого» во Владивостоке (2014);
- член жюри Международного фестиваля детского кино KINEKO International Children’s Film Festival (Япония, Токио, 2017);
- член жюри FIPRESCI XV Международного кинофестиваля стран Азиатско-Тихоокеанского региона «Меридианы Тихого» (Владивосток, 2017)[21][22];
- член жюри Международного фестиваля детского и юношеского кино IFFCY (Иран, Исфахан, 2018);
- член жюри Международного фестиваля детского кино GUKIFF (Guro Kids International Film Festival) (Южная Корея, Сеул, 2018)[23];
- член жюри прессы первой российской премии в области веб-индустрии, организованной проектом The Digital Reporter (Москва, 2018);
- член жюри FIPRESCI 36 Международного фестиваля дебютного кино «Torino Film Festival» (Италия, Турин, 2018);
- член жюри FIPRESCI XVII Международного кинофестиваля стран Азиатско-Тихоокеанского региона «Меридианы Тихого» (Владивосток, 2019)[24];
- член жюри FIPRESCI 43 Международного фестиваля анимационного кино (Франция, Анси, 2019)[25][25];
- член жюри FIPRESCI 32 Международного фестиваля «Panorama of European Cinema» (Греция, Афины, 2019)[26],
- член жюри 53 Roshad Film Festival (Тегеран, Иран, 2023),
- член жюри кинофестиваля молодых кинематографистов и видеолюбителей Перми "Радуга Прикамья" (Пермь, 2023)[27],
- член жюри Международного кинофестиваля "Литература и кино" (Ленинградская обл., г. Гатчина, 2024)[28],
- член жюри фестиваля "Кинокот" (Воронеж, 2024)[29],
- член жюри Международный молодежный кинофестиваль «МЫ» (Москва, 2024),
- член жюри молодежного фестиваля короткометражного кино "Фундук" (Москва, 2025).